# Dartz Motorz
Dartz Motorz Company — дочернее предприятие компании Dartz Grupa, специализирующееся на производстве военной техники, бронеавтомобилей, а также бронированных внедорожников для обеспеченных клиентов. Расположено в столице Латвии — городе Рига. Позиционирует себя в качестве продолжателя традиций Руссо-Балта, хотя сама компания не является владельцем данной торговой марки.

## История
Компания «Dartz Motorz» была основана в 2008 году благодаря идее одного из сотрудников «Dartz Grupa» возродить компанию «Руссо-Балт». Так как компания «Dartz Grupa» была новичком в области автомобилестроения, ей нужен был стратегический партнёр. Этим партнёром стала Санкт-петербургская производственная фирма «Автокад». Изначально предприятие должно было бы носить историческое название — «Руссо-Балт», но из-за того, что все права на использование этого бренда были уже выкуплены швейцарским тюнинг-ателье «A: Level», компанию было решено назвать «Dartz Motorz». Первый автомобиль был построен в том же году на заводе компании в Таллине (Эстония).
В 2009 году часть производства переехала в Ригу, на бывшие производственные мощности завода «Руссо-Балт». В том же году компания в первый раз приняла участие в автомобильной выставке Top Marques Monaco Show. Там были представлены модели Dartz Prombron' AS1936 и Dartz Prombron' AS1936 Monaco Red Diamond Edition, который позже был продан за 1,6 млн. $ (самый дорогой из когда либо проданных внедорожников). Сейчас предприятие занимается в основном производством техники для нужд полиции, армии и правительственного использования. Все машины производятся исключительно на заказ, но в будущем планируется наладить и серийное производство.
На данный момент фирма управляет двумя торговыми марками — Dartz Kombat для автомобилей специального назначения и Dartz Prombron для VIP-бронеавтомобилей.

## Продукция

### Автомобили для нужд полиции и армии
| Название                                                      | Предназначение                                                        | Состояние    | Примечания                                                              |
| ------------------------------------------------------------- | --------------------------------------------------------------------- | ------------ | ----------------------------------------------------------------------- |
| Dartz Kombat T98 IVSO (Infanty Vehicle For Special Operation) | Автомобиль пехоты для проведения специальных операций                 | Производится | На грузовой платформе расположен пулемёт                                |
| Dartz Kombat ATC (Armored Troop Carrier)                      | Армейский бронеавтомобиль                                             | Производится | На крыше есть крепления для оружия                                      |
| Dartz Kombat FAV (Fast Attack Vehicle)                        | Армейский автомобиль для быстрой атаки                                | Производится | На грузовой платформе расположен пулемёт                                |
| Dartz Kombat HMAPV (High Mobility Armoring Personel Vehicle)  | Армейский автомобиль для нужд полевого генштаба                       | Производится |                                                                         |
| Dartz Kombat M10 ARC (Anti-Riot Car)                          | Полицейский мобильный комплекс для предотвращения уличных беспорядков | Производится | Имеет раскладной щит длиной 10 метров                                   |
| Dartz Kombat KTD (Kegresse For Demanding Terrain)             | Вездеход                                                              | Проект       | Примерная дата начала производства — 2013 год                           |
| Dartz Kombat M-2 ATTV (Armoring Tactical & Troop Vehicle)     | Армейский бронеавтомобиль для тактической атаки                       | Проект       | Примерная дата начала производства — 2014 год                           |
| Dartz Kombat M-3 MPCV (Mine Protection Carrier Vehicle)       | Миноустойчивый бронеавтомобиль                                        | Проект       | Примерная дата начала производства — 2014 год                           |
| Dartz Kombat M-4 (Fast Attack Vehicle)                        | Армейский автомобиль для быстрой атаки                                | Проект       | Примерная дата начала производства — 2015 год; заменит Dartz Kombat FAV |

### VIP-бронеавтомобили
| Название                                             | Состояние                            | Примечания |
| ---------------------------------------------------- | ------------------------------------ | --- |
| Dartz Prombron' AS1936 (Sedan)                       | Производится                         | |
| Dartz Prombron' AS19361 (St. Wagon)                  | Производится                         | |
| Dartz Prombron' Monaco 100 Edition (АС 1936)         | Произведен в единственном экземпляре | Этот автомобиль был сделан спустя 100 лет после того, как первый автомобиль «Руссо-Балт» выехал из ворот фабрики в Риге. Поскольку этот автомобиль стал всемирно известным после Ралли Монте-Карло 1912 года, руководство Dartz Kombat приняло решение назвать автомобиль Monaco 100 Edition. |
| Dartz Prombron' Monaco Red Diamond Edition (АС 1936) | Произведен в единственном экземпляре | Продан за 1,6 млн $. |
| Dartz Prombron' L4P «LADIES.ONLY»                    | Произведено 10 штук                  | Этот автомобиль рассчитан только для женщин. |
| Dartz Prombron' Black.Russian Edition                | Произведен в единственном экземпляре | Произведен для угольного магната из Китая. |
| Dartz Prombron' Nagel                                | Проект                               | Первый в мире бронированный спорткар; разработан вместе с Gray Design. |
| Dartz Prombron' Yacht Puller Nikole Y                | Проект                               | Автомобиль для транспортировки яхт |
| Dartz Prombron' Адмиралъ                             | Проект                               | |
| Dartz Prombron' Leon Trozky                          | Проект                               | |